# Świadkowie Jehowy na Słowacji
Świadkowie Jehowy na Słowacji – społeczność wyznaniowa na Słowacji, należąca do ogólnoświatowej wspólnoty Świadków Jehowy, licząca w 2023 roku 11 276 głosicieli, należących do 134 zborów (w tym zbory i grupy obcojęzyczne). W 2023 roku na dorocznej uroczystości Wieczerzy Pańskiej zebrało się 21 751 osób. Działalność miejscowych głosicieli oraz Świadków Jehowy z Czech koordynuje Biuro Oddziału w Bratysławie.

## Historia

### Początki działalności
Działalność rozpoczęli węgierskojęzyczni Badacze Pisma Świętego w 1912 roku na wschodnich terenach obecnej Słowacji. W działalności uczestniczyli m.in. Jozef Kiss i Karol Szabó. Ich teren obejmował najpierw okolice miejscowości Oborín oraz Ladmovce koło Koszyc. W roku 1914 odbył się chrzest pięciu osób w rzece Ondawa. W tym samym roku powstała grupa Badaczy Pisma Świętego w Oborínie, a sąd w Michalovcach uznał, że mogą prowadzić działalność kaznodziejską. W roku 1915 powstały grupy w miejscowościach Sirnek, Malčice, Ladmovce i Hraň, gdzie w roku 1921 zostało ochrzczonych 15 osób. W kolejnych latach na wschodzie kraju powstały grupy głosicieli posługujące się m.in. językiem węgierskim oraz rumuńskim. Michal Šalata przybył w 1923 roku z Biura Głównego w Stanach Zjednoczonych, aby zorganizować działalność i zorganizować pierwszy kongres na Słowacji. W tym samym roku grupy działały również w miejscowościach Krajné, Kuchyňa oraz w mieście Sečovce.
W 1930 roku podjęto starania, aby stworzyć prawne podstawy działalności Świadków Jehowy w Czechosłowacji. Pierwsza korporacja nazywała się Biblická a traktátní společnost Strážní věž, československá větev (Towarzystwo Biblijne i Traktatowe Strażnica, Oddział Czechosłowacki) i zajmowała się sprowadzaniem publikacji oraz ich dystrybucją i organizacją zebrań. Druga korporacja nazywała się Mezinárodní sdružení badatelů Bible, československá větev (Stowarzyszenie Międzynarodowych Badaczy Pisma Świętego, Oddział Czechosłowacki) z siedzibą w Pradze, służyła w nadzorowaniu działalności Świadków Jehowy w Czechosłowacji. Otwarto trzy biura tego Stowarzyszenia – każde w innej części republiki. Na terenie Słowacji – w Koszycach.
W 1931 roku w Pozdišovcach spotkało się na zgromadzeniu około 100 osób. W 1932 roku wielkim bodźcem dla działalności Świadków Jehowy okazał się międzynarodowy kongres, który odbył się w dniach 14–16 maja w praskim Teatrze Varieté. Na kongres przybyło około 1500 osób z Czechosłowacji i państw sąsiednich. Program tłumaczono na języki: czeski, niemiecki, rosyjski, słowacki i węgierski. Prócz tego mnóstwo ludzi obejrzało czterogodzinną wersję Fotodramy stworzenia, pokazywaną w całym kraju. W ciągu zaledwie 10 lat wśród różnych grup językowych mieszkających w tym kraju rozpowszechniono ponad 2 700 000 publikacji tego wyznania.
W 1935 roku w Bratysławie odbył się kongres z udziałem Świadków Jehowy z Austrii. W sierpniu 1938 roku Świadkom Jehowy zakazano urządzania zebrań, więc zaczęli się spotykać w małych grupach. 1 kwietnia 1939 roku praskie Biuro Oddziału zostało zamknięte.

### Okres II wojny światowej i wczesne lata powojenne
Po dojściu do władzy 26 października 1939 roku katolickiego księdza Josefa Tiso wykorzystywano Gwardię Hlinki do konfiskowania literatury biblijnej oraz aresztowań Świadków Jehowy za odmowę pełnienia służby wojskowej. W południowej Słowacji i na południowym Zakarpaciu zajętych przez Węgry wśród uwięzionych znaleźli się Świadkowie Jehowy ze wsi Záhor, którzy po czterech miesiącach przesłuchań w zamku koło Mukaczewa, zostali osadzani w więzieniu w Budapeszcie, a następnie w obozie pracy w Borze. Jednakże w okresie II wojny światowej Słowacja była samodzielnym państwem, choć zależnym od Niemiec. Słowackie władze nie podjęły ogólnych zarządzeń skierowanych przeciw działalności Świadków Jehowy. Literatura biblijna podlegała cenzurze, a działalność kaznodziejską prowadzono w sposób niezwracający uwagi. Dzięki zachowywaniu ostrożności można było kontynuować służbę.
Po wojnie, 13 grudnia 1945 roku Ministerstwo Spraw Wewnętrznych potwierdziło reaktywację obu zarejestrowanych przed wojną korporacji. 16 września 1946 roku oddział słowacki przyjął swój statut. Pierwszym przewodniczącym oddziału został Jozef Štantien, wiceprzewodniczącym Ondrej Nahálka, sekretarzem Adam Januška a skarbnikiem Gabriel Kraicz.
Jeszcze w roku 1945 nawiązywano kontakt ze wszystkimi zborami i z poszczególnymi głosicielami. Rozpoczęto wydawanie „Strażnicy Zwiastującej Królestwo Jehowy” na większą skalę. 11 listopada 1945 roku w hali praskiej giełdy rolnej, odbył się kongres pod hasłem „Wolność w Nowym Świecie” z udziałem 600 obecnych także ze Słowacji. W ciągu kolejnych 3 lat wygłoszono 1885 podobnych wykładów. Kraj podzielono na obwody; w każdym było około 20 zborów. W 1946 roku na zgromadzeniu pod hasłem „Weselące się narody” w Brnie, z udziałem 1700 osób, przedstawiono wykłady. Z tej okazji przyjechał Franz Zürcher z Berna w Szwajcarii. W 1947 roku w programie zgromadzenia pod hasłem „Rozrost wszystkich narodów” w Brnie uczestniczyło trzech przedstawicieli Biura Głównego – Nathan H. Knorr, Milton G. Henschel i Hayden C. Covington. Obecnych było 2300 osób, a wszystkich Świadków Jehowy na terenie Czechosłowacji było około 1400.

### Okres prześladowań przez komunistów
Od 1948 roku rozpoczęła się akcja służby bezpieczeństwa wymierzona przeciw tej organizacji religijnej. Zamknięto Biuro Oddziału, skonfiskowano publikacje religijne, aresztowano wielu głosicieli. Dopiero 4 kwietnia 1949 roku oficjalnie wydano dekret Ministerstwa Spraw Wewnętrznych o zesłaniu Świadków Jehowy do obozów pracy i konfiskacie mienia. Działalność ponownie zeszła do podziemia: organizowano spotkania religijne w mieszkaniach prywatnych i w lasach.
Kiedy na początku 1950 roku wszyscy Świadkowie Jehowy zostali wypuszczeni z obozów pracy, okazało się, że ich liczba w całym kraju wzrosła w ciągu dwóch lat o 52% – z 1581 do 2403. W następnym roku zanotowano 38% wzrost. W nocy z 3 na 4 lutego 1952 roku służba bezpieczeństwa w ogólnokrajowej akcji aresztowała około 120 Świadków Jehowy, spośród których większość oskarżono o działalność wywrotową, a kilku o zdradę stanu. Oskarżeni o zdradę stanu otrzymali wieloletnie wyroki kary więzienia (od 10 do 20 lat), a innych poddano straszliwej presji psychologicznej (ponad rok w izolatce z opaskami na oczach). Majątek wszystkich oskarżonych uległ konfiskacie, utracili również wszelkie prawa obywatelskie. W 1958 roku dzięki technice fotograficznej zaczęto sporządzać miniaturowe wydania Strażnicy. Podczas jednej tygodniowej akcji zespół potajemnie drukował, składał, oprawiał i rozsyłał około 12 tysięcy książek.
W maju 1960 roku ogłoszono amnestię dla więźniów politycznych, dlatego większość skazanych Świadków Jehowy także wyszła na wolność. W 1969 roku około 300 głosicieli wykorzystało sytuację, gdy obywatele czechosłowaccy mieli przez krótki okres możliwość swobodnego podróżowania do krajów Europy Zachodniej i udało się na kongres międzynarodowy pod hasłem: „Pokój na ziemi” do Norymbergi.
W 1975 roku przeprowadzono rewizję w 40 domach i zabrano pół tony literatury religijnej, a około 100 głosicieli aresztowano. 1 lutego 1976 roku utworzono pięcioosobowy Komitet Kraju, mający nadzorować działalność Świadków Jehowy w Czechosłowacji. W jego skład weszli: Ondřej Kadlec, Michal Moskal, Bohumil Müller (koordynator), Anton Murín i Eduard Sobička. Świadkowie Jehowy działali wówczas w 220 zborach, w 8 okręgach i 35 obwodach na terenie ówczesnej Czechosłowacji. Austriackie Biuro Oddziału umacnianiało współwyznawców pod względem organizacyjnym.
1 czerwca 1979 roku w Sekretariacie do spraw Religii przy Prezydium Rządu Czechosłowackiej Republiki Socjalistycznej złożono dokument o podjęcie rozmów w sprawie legalizacji działalności, rozmowy rozpoczęto 22 kwietnia 1980 roku. Następnie w Ministerstwie Spraw Wewnętrznych złożono wniosek o zarejestrowanie „Towarzystwa Strażnica”, jednak rząd nie dał żadnej odpowiedzi. Od końca lat 70. do lat 90. XX wieku wielu słowackich delegatów udawało się na kongresy do Polski (najpierw na tzw. konwencje leśne, a potem organizowane już na stadionach).
W latach od 1982 do 1986 zostało wydrukowane i oprawione (w warunkach konspiracyjnych) w pięciu tomach wydanie Pisma Świętego w Przekładzie Nowego Świata w języku słowackim (w 1991 roku otrzymano wydanie jednotomowe). W latach 80. XX wieku Świadkowie Jehowy w Czechosłowacji zaczęli stosować technikę offsetową, co bardzo podniosło jakość publikacji drukowanych w podziemnych drukarniach. W tym celu zbudowali własne maszyny offsetowe. W ciągu półtora roku skonstruowali 11 takich urządzeń, z elektronicznie sterowanym rotacyjnym samonakładakiem papieru. Jedna maszyna mogła wydrukować w godzinę 11 tysięcy odbitek dobrej jakości, koordynatorem tych prac był Herbert Adamy. W roku 1987 nastąpiła jedna z ostatnich fal aresztowań. Później za wiedzą władz pojechała na kongres do Wiednia spora grupa słowackich Świadków Jehowy. W tym roku w Czechosłowacji było 9870 głosicieli. W 1989 roku uzyskano zgodę od służb bezpieczeństwa na wyjazd na międzynarodowe kongresy pod hasłem „Prawdziwa pobożność” do Polski ponad 10 000 czechosłowackich Świadków Jehowy.

### Odzyskanie prawa do legalnej działalności

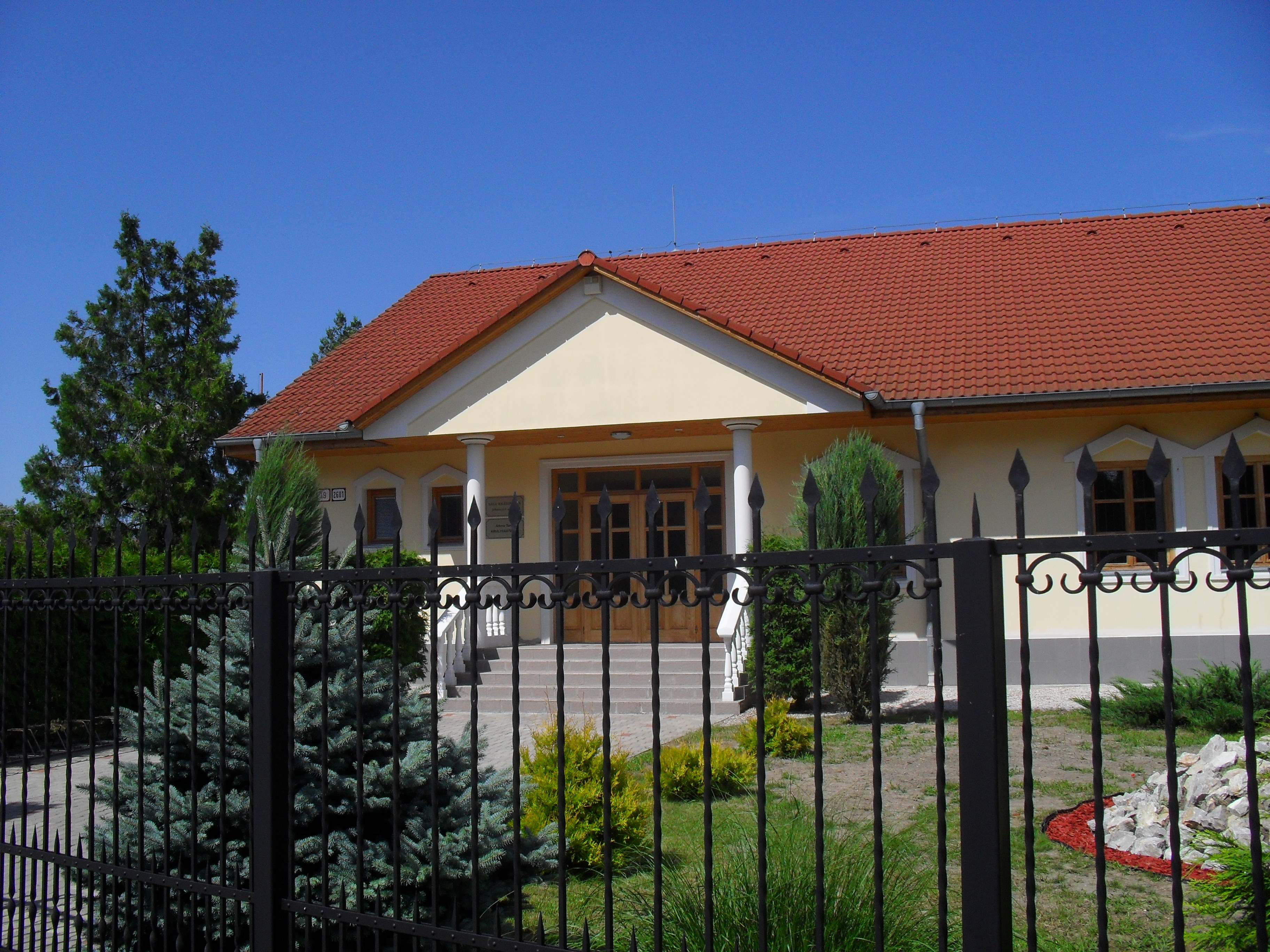
Jedna z Sal Królestwa (Kolárovo)

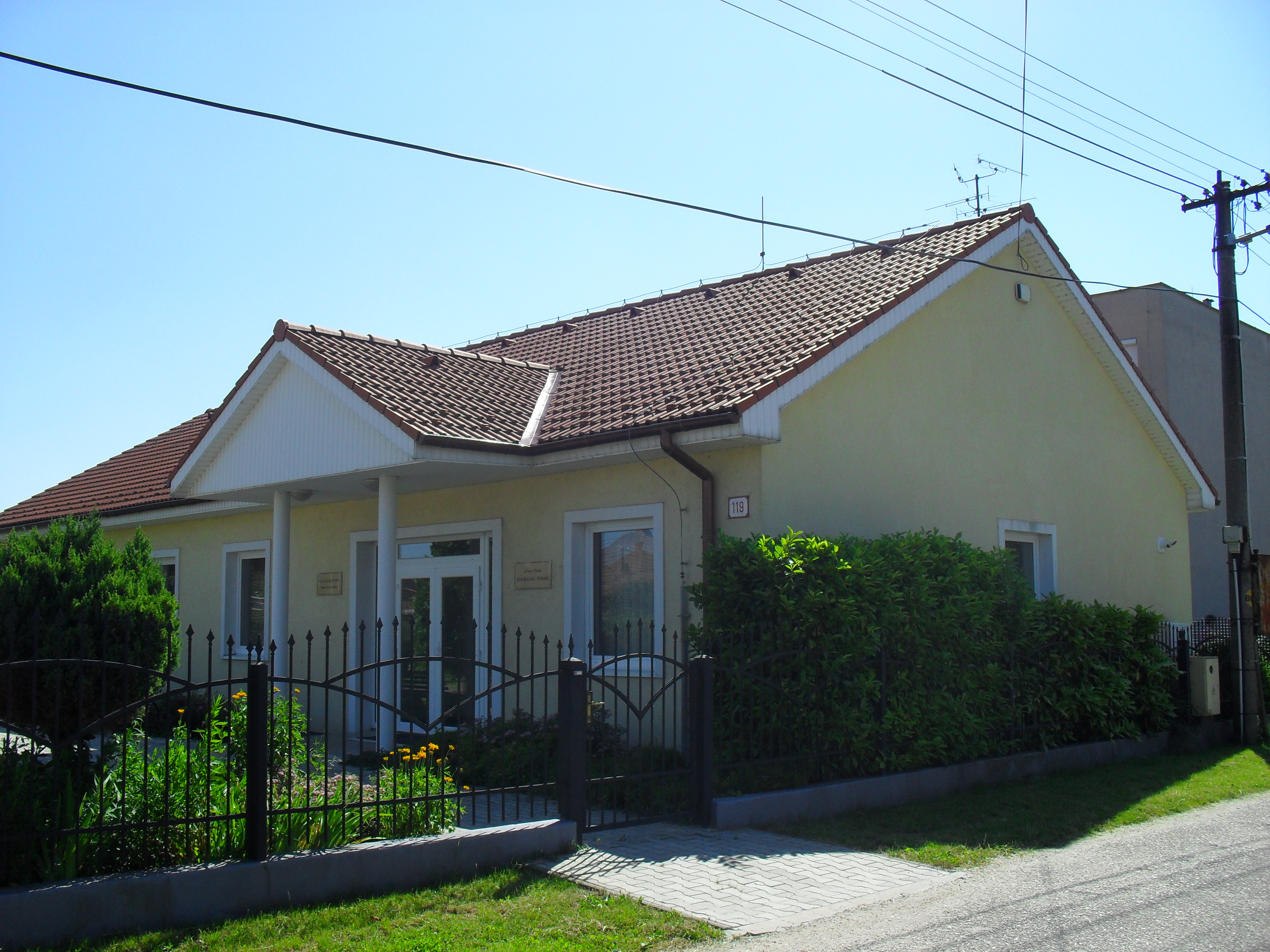
Sala Królestwa (Hurbanovo)

1 stycznia 1990 roku władze zezwoliły na wznowienie działalności. 24 marca 1993 roku Ministerstwo Kultury zarejestrowało Náboženská spoločnosť Jehovovi svedkovia v Slovenskej republike (Stowarzyszenie Religijne Świadków Jehowy na Słowacji). W tym samym roku na dwóch zgromadzeniach okręgowych pod hasłem „Pouczani przez Boga” zebrało się 13 215 osób, a 473 zostały ochrzczone.
16 kwietnia 2005 roku otwarto nowe Biuro Oddziału w Bratysławie. Przemówienie okolicznościowe wygłosił Theodore Jaracz z Ciała Kierowniczego. Obecnych było 448 delegatów z 21 krajów. Następnego dnia na stadionie sportowym odbyło się specjalne spotkanie. W 2006 roku miejscowi głosiciele byli gospodarzami specjalnego kongresu pod hasłem „Wyzwolenie jest blisko!” w Bratysławie, na który przybyło ponad 10 700 uczestników, w tym ponad 3600 delegatów z Czech, Węgier i Rumunii. W 2008 roku zanotowano liczbę 11 469 głosicieli, a na uroczystości Wieczerzy Pańskiej (Pamiątce)  zebrały się 21 094 osoby.
Pod koniec roku 2011 do kraju przybyli misjonarze ze 131. klasy Szkoły Gilead. Od maja 2017 do października 2018 roku słowackie Sądy Rejowe zrehabilitowały 51 Świadków Jehowy, w większości skazanych w latach 1948–1989 za odmowę odbycia służby wojskowej. Jednym ze zrehabilitowanych był Martin Boor (zm. 1985), skazany za odmowę pełnienia służby wojskowej 2 kwietnia 1925 roku. Zrehabilitowana została także Eva Borošová, skazana w 1974 roku za udział w działalności kaznodziejskiej oraz Miloš Išky Janík, kilkakrotnie karany za odmowę odbycia służby zastępczej odbywającej się pod kontrolą wojska.
W 2012 roku miejscowe Biuro Oddziału przejęło nadzór nad czeskimi współwyznawcami. Oddział w Bratysławie wspiera pracę pięciu słowackich zespołów tłumaczeniowych, które również zajmują się tłumaczeniem na słowacki język migowy, język romski wschodniosłowacki i dialekt romów olaskich oraz na język czeski i czeski język migowy. 1 stycznia 2014 roku w Bratysławie powstał pierwszy zbór słowackiego języka migowego (istnieje też 6 grup tego języka w innych miastach). W listopadzie 2014 roku w Liptowskim Mikułaszu i Vranov nad Topľou powstały pierwsze zbory posługujące się językiem romani, na zgromadzeniach obwodowych ochrzczono 21 osób posługujących się tym językiem (5 grup tego języka prowadzi działalność w innych miastach). W Koszycach powstała też grupa rosyjskojęzyczna. Specjalna działalność publiczna na terenach wielkomiejskich obejmuje Bratysławę i Koszyce. Zgromadzenia obwodowe odbywają się w języku słowackim, słowackim migowym, romskim wschodniosłowackim.
W czerwcu 2017 roku delegacja Świadków Jehowy ze Słowacji uczestniczyła w kongresie specjalnym pod hasłem „Nie poddawaj się!” w Wiedniu. W lipcu 2018 roku delegacja ze Słowacji wzięła udział w kongresie specjalnym pod hasłem „Bądź odważny!” we Lwowie na Ukrainie, a w 2019 roku w kongresach międzynarodowych pod hasłem „Miłość nigdy nie zawodzi!” w Buenos Aires, Houston, São Paulo i Saint Louis. 20 i 21 lipca 2019 roku na stadionie zimowym w Michalovcach odbył się pierwszy w historii kongres w języku romani. Z dwudniowego programu skróconego skorzystało 1276 osób. Na kongres przybyli Romowie posługujący się tą odmianą języka romani ze Słowacji, z Czech, Belgii, Wielkiej Brytanii i Ukrainy. Ochrzczono 19 osób. Kongres został zorganizowany zaledwie po pięciu latach od utworzenia pierwszego zboru tego języka na Słowacji. W 2019 roku na Słowacji i w Czechach było 9 zborów, 10 grup i 14 grup pilotażowych, w których działało 1010 głosicieli, posługujących się wschodniosłowacką odmianą języka romani. 7 września 2019 roku na specjalnym zebraniu w czeskiej Ostrawie, Stephen Lett z Ciała Kierowniczego Świadków Jehowy ogłosił wydanie zrewidowanego Pisma Świętego w Przekładzie Nowego Świata w językach czeskim i słowackim. Z tego specjalnego programu skorzystały tam oraz w 200 innych miejscach na terenie Czech i Słowacji 25 284 osoby. W latach 1991–2019 wydrukowano około 145 000 egzemplarzy „Pisma Świętego w Przekładzie Nowego Świata” w języku słowackim, którym posługuje się ponad 8 200 głosicieli na świecie. Od 24 lutego 2022 roku rozpoczęto organizowanie pomocy dla Świadków Jehowy z Ukrainy, uchodźców – ofiar inwazji Rosji.
27 maja 2023 roku Jaroslav Sekela z Komitetu Oddziału Czechy-Słowacja podczas specjalnego programu w Michalovcach ogłosił wydanie Biblii — Ewangelii według Mateusza w języku romani. Na Słowacji działa 9 zborów tego języka. W 2024 roku delegacja ze Słowacji brała udział w kongresie specjalnym pod hasłem „Głośmy dobrą nowinę!” w Stanach Zjednoczonych.